# رودلف كونيغ
رودلف كونيغ (بالألمانية: Rudolf König)‏ هو لاعب هوكي الجليد نمساوي، ولد في 25 أبريل 1957 في كلاغنفورت في النمسا.

## وصلات خارجية
- رودلف كونينغ على موقع EliteProspects.com (الإنجليزية)
- رودلف كونينغ على موقع Eurohockey.com (الإنجليزية)
- رودلف كونينغ على موقع أوليمبيديا (الإنجليزية)